# میکوشی

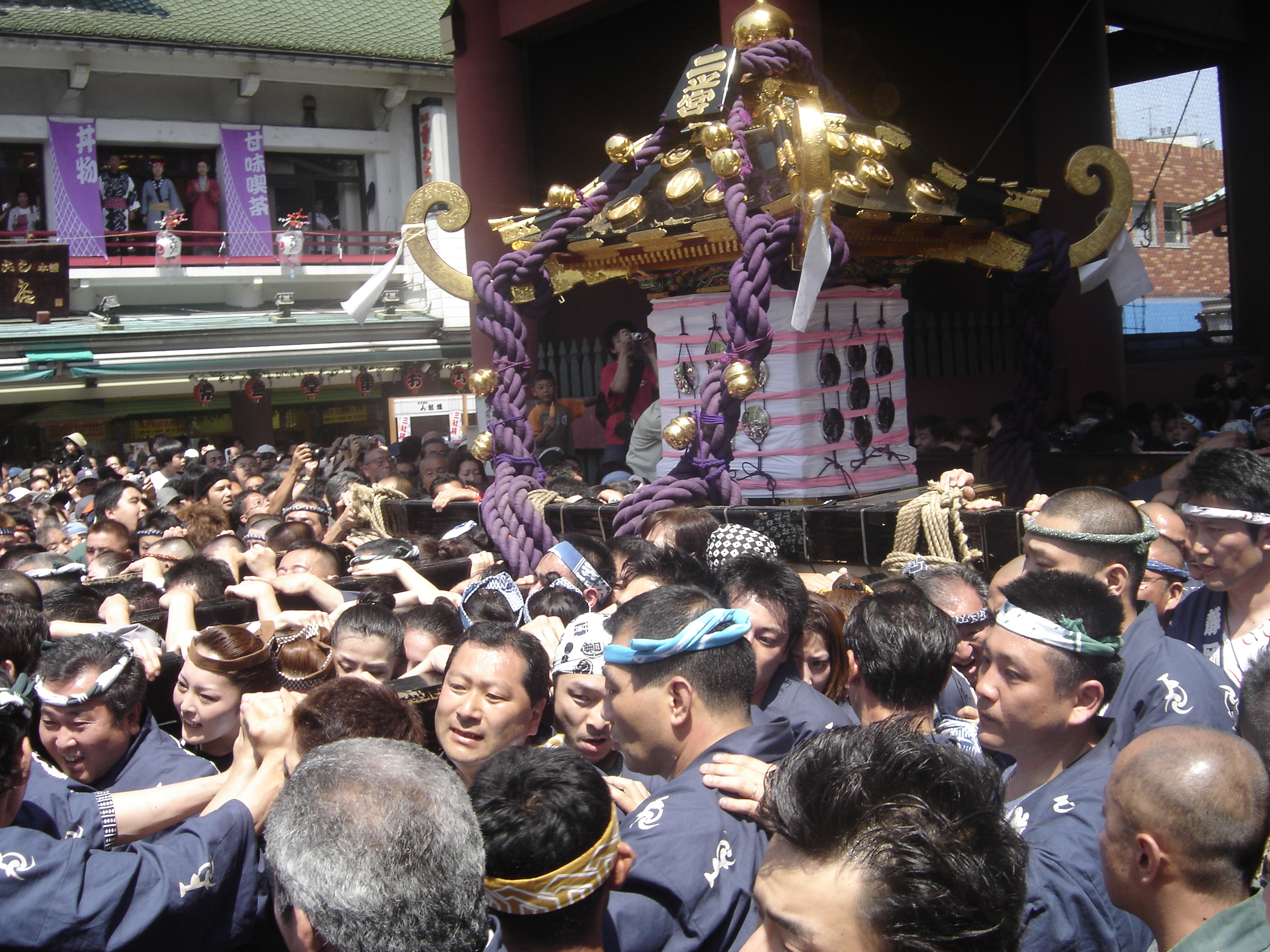
حمل میکوشی در یک جشنواره ژاپنی.

میکوشی (به ژاپنی: 神輿 به انگلیسی: mikoshi) نوعی معبد متحرک است. پیروان آئین شینتو در ژاپن، در فستیوال‌های مختلف به صورت گروهی به حمل میکوشی می‌پردازند. آنان در حالی که لباسهای سنتی متحدالشکل به تن دارند با سرودن ذکرهای گروهی، در خیابان‌ها، بازارها یا معبدها حرکت می‌کنند. معمولاً این کار با نواختن گروهی طبل همراه است که مورد توجه عابرین قرار می‌گیرد.
پیروان شینتو معتقدند که میکوشی وسیله‌ای است برای حرکت دادن روح آسمانی در کشور.